# 1. FC Recklinghausen
1. FC Recklinghausen was een Duitse voetbalclub uit Recklinghausen, Noordrijn-Westfalen.

## Geschiedenis
In 1972 fuseerden SV Viktoria 1909 Recklinghausen en SuS 1913 Recklinghausen tot SC Recklinghausen. De club werd in 1974 kampioen van de Verbandsliga groep 1, maar slaagde er niet in om de algemene titel te halen.
Ook in 1972 fuseerden SU Wacker 20 Recklinghausen, 1. Recklinghäuser SpV Union 05 en SC Preußen Hochlarmark tot Eintracht Recklinghausen. Deze club speelde van 1978 in de Oberliga Westfalen, de derde klasse, en verbleef daar tot de degradatie in 1981. Dat jaar fuseerden SC en Eintracht zich tot 1. FC Recklinghausen.
De fusieclub kreeg met het stadion Hohenhorst ook een nieuwe thuishaven. Van 1985 tot 1987 en van 1990 tot 1992 speelde de club in de Oberliga Westfalen. In 1994 degradeerde de club naar de Landesliga.
De club ging in 1996 failliet, als opvolger werd FC 96 Recklinghausen opgericht.